# Relações entre Brasil e Suíça

Mapa do Brasil e da Suíça.

São as relações diplomáticas entre a República Federativa do Brasil e a Confederação suíça. O Brasil é o maior parceiro comercial da Suíça na América Latina e a Suíça é um dos 10 países que mais investem no Brasil. As empresas da suíças estão presentes em vários setores no Brasil, por exemplo: alimentos, produtos farmacêuticos, máquinas, infraestrutura, tecnologia limpa e finanças.
O Brasil possui uma Embaixada com a Suíça, com a embaixadora Cláudia Fonseca Buzzi. Possui um Consulado-Geral em Genebra, com o embaixador José Luiz Machado e Costa. Possui um Consulado-Geral em Zurique, com o embaixador Eduardo Botelho Barbosa. Possui uma Delegação junto à Organização Mundial do Comércio, com o embaixador Guilherme de Aguiar Patriota. Possui uma Delegação Permanente em Genebra, com o embaixador Tovar da Silva Nunes.